# Euroregion Elbe/Labe

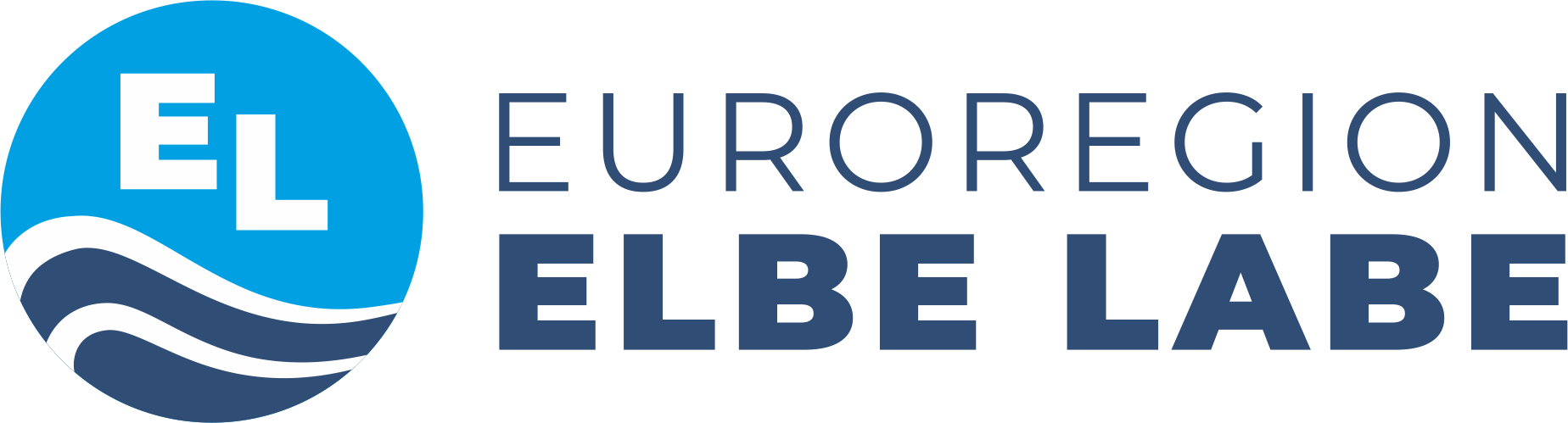
Logo der Euroregion Elbe/Labe

Die Euroregion Elbe/Labe ist eine der Europaregionen mit deutschem und tschechischem Anteil. Zweck der kommunalen Interessengemeinschaft ist die grenzüberschreitende Zusammenarbeit auf supranationaler Ebene. Mit dem Begriff wird sowohl die Organisation als auch das geografische Gebiet ihres Wirkens bezeichnet.

## Gebiet und Lage

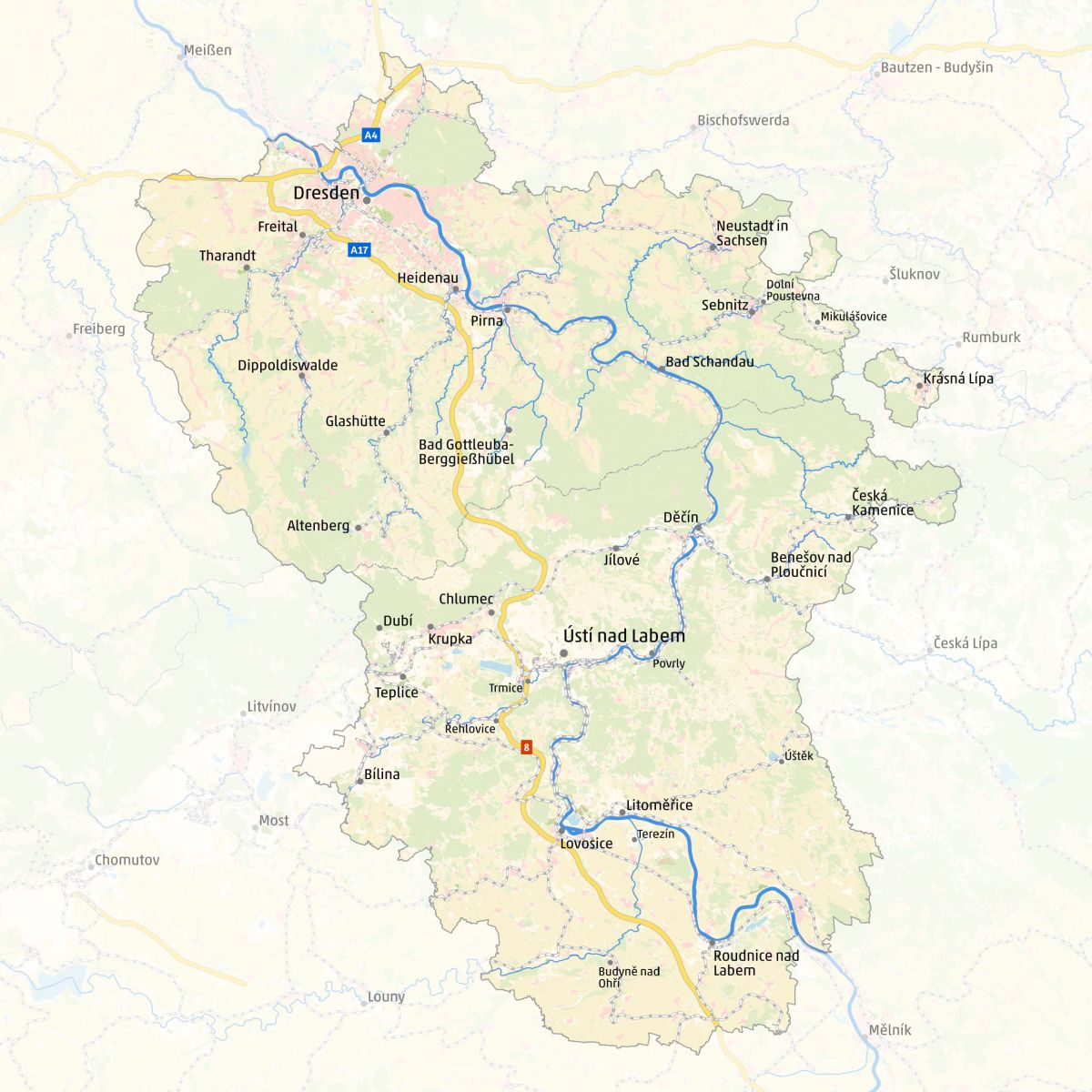
Karte des Gebiets der Euroregion Elbe/Labe (Nicht-Mitglieder am Rand nicht eingeschlossen)

Das Gebiet der Euroregion Elbe/Labe umfasst auf deutscher Seite die sächsische Landeshauptstadt Dresden und den Landkreis Sächsische Schweiz-Osterzgebirge, auf tschechischer Seite die Gebiete der ehemaligen Kreise Teplice, Ústí nad Labem, Děčín und Litoměřice. Es nimmt eine Fläche von 5400 km² ein und hat ca. 1,3 Mio. Einwohner, davon ca. 802.000 auf deutscher und ca. 495.000 auf tschechischer Seite (Stand 2020).
Namensgeber ist der landschaftsprägende Fluss Elbe (tschechisch Labe). Prägende Naturräume sind das Osterzgebirge, die Sächsische Schweiz, das Sächsische Elbland mit dem Dresdner Elbtalkessel, das Nordböhmische Becken und das Böhmische Mittelgebirge. Darüber hinaus bilden Nordböhmen und der Ballungsraum Dresden bedeutende Wirtschaftsräume. Grenzüberschreitende Verkehrsachsen der Region sind die Autobahn A17 / D8, die Bahnstrecke Dresden–Prag sowie der Binnenschifffahrtsweg Elbe.
Größte Städte der Region sind Dresden und Ústí nad Labem.

## Organisation
Die Euroregion Elbe/Labe als Organisation ist selbst keine juristische Person, sondern eine grenzübergreifende Interessengemeinschaft, bestehend aus der Kommunalgemeinschaft Euroregion Oberes Elbtal/Osterzgebirge e.V. und dem Gemeindeverband Euroregion Labe d.s.o.
Gremien der Euroregion Elbe/Labe sind der gemeinsame Rat und das Präsidium. Der Rat besteht aus jeweils 15 Vertretern beider Seiten und dient vor allem dem Austausch zwischen den politischen Ebenen und der Abstimmung der strategischen Ausrichtung der Euroregion. Das Präsidiums wird gebildet aus den Präsidenten und Vize-Präsidenten beider Organisationen sowie deren Geschäftsführern. Es berät sich sowohl über die langfristige Entwicklung der Euroregion als auch kurzfristig anstehende Entscheidungen.
Die Euroregion Elbe/Labe wird von zwei Co-Präsidenten vertreten, üblicherweise den beiden Präsidenten der Teilorganisationen. Dies sind derzeit Dirk Hilbert (Oberbürgermeister Dresdens) und Petr Nedvědický (Primator Ústí n. L.).

### Deutsche Seite
Der deutschen Kommunalgemeinschaft Euroregion Oberes Elbtal/Osterzgebirge e.V. gehören die Stadt Dresden, der Landkreis Sächsische Schweiz-Osterzgebirge, die Große Kreisstadt Dippoldiswalde sowie die Große Kreisstadt Pirna an. Der satzungsmäßige Sitz ist aus historischen Gründen in Pirna, die Geschäftsstelle befindet sich in Dresden.
Die Kommunalgemeinschaft Euroregion ist ein gemeinnütziger, im Vereinsregister des Amtsgerichtes Dresden unter der Nummer VR 20338 eingetragener Verein. Oberstes Gremium ist die Mitgliederversammlung (31 Vertreter), die vor allem die vereinsrechtlich notwendigen Beschlüsse fasst (Haushalt, Entlastung) und die Gremienvertreter wählt. Stärker in der operativen Arbeit ist der Arbeitsausschuss (12 Vertreter) tätig. Kurzfristige Entscheidungen trifft der Vorstand (5 Vertreter), der die Kommunalgemeinschaft auch nach außen vertritt (mit zwei Vorstandsmitgliedern). Präsident der Kommunalgemeinschaft ist derzeit Dirk Hilbert (Oberbürgermeister Dresden), Geschäftsführer ist Rüdiger Kubsch.

### Tschechische Seite

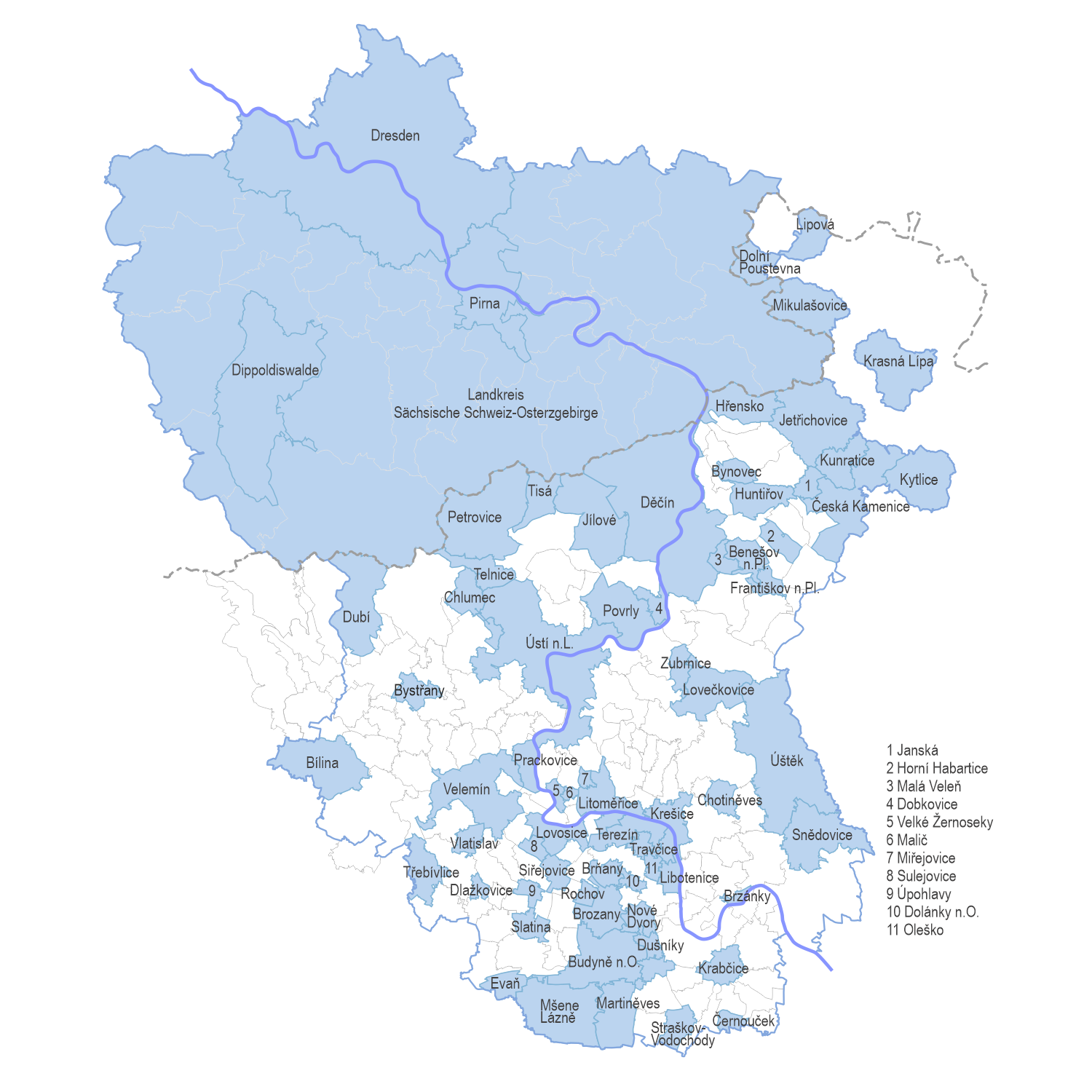
Karte der Mitglieder der Euroregion Elbe/Labe (blau markiert)

Im tschechischen Freiwilligen Gemeindeverband Euroregion Labe (tschechisch Dobrovolní svazek obce Euroregion Labe) sind 66 Gemeinden aus dem Bezirk Ústí zusammengeschlossen. Die Rechtsform ist mit einem deutschen Zweckverband vergleichbar. Der Sitz des Gemeindeverbandes ist in Ústí n.L.
Oberstes Gremium ist die Mitgliederversammlung (sněm), in der alle Mitgliedsgemeinden Sitz und Stimme haben. Die aktive Gremienarbeit findet vor allem im Rat der Euroregion Labe (nicht zu verwechseln mit dem gemeinsamen Rat als grenzübergreifendem Gremium) statt. Kurzfristige Entscheidungen erfolgen im Präsidium, welches den Gemeindeverband auch nach außen vertritt. Präsident ist Petr Nedvědický (Primator Ústí n. L.), Geschäftsführer ist Vladimír Lipský.
Nicht alle tschechischen Gemeinden im Wirkungsgebiet der Euroregion Elbe/Labe sind Mitglieder des Gemeindeverbandes Euroregion Labe. Von den Nicht-Mitgliedern sind einige Gemeinden im westlichen Teil Mitglieder der Euroregion Krušnohoří, andere im Schluckenauer Zipfel sind Mitglieder der Euroregion Nisa.
Die Mitgliedsgemeinden des Gemeindeverbandes Euroregion Labe sind: Benešov n. Pl., Bílina, Brňany, Brzánky, Budyně n. Ohří, Bynovec, Bystřany, Černouček, Česká Kamenice, Chlumec, Chotiněves, Chuderov, Děčín, Dlažkovice, Dobkovice, Dolánky n. Ohří, Dolní Poustevna, Dubí, Dušníky, Evaň (a Horka), Františkov n. Pl., Horní Habartice, Hřensko, Huntířov, Janská, Jetřichovice, Jílové u Děčína, Krabčice, Krásná Lípa, Křešice, Kunratice, Kytlice, Libotenice, Lipová, Litoměřice, Lovečkovice, Lovosice, Malá Veleň, Malíč, Martiněves, Mikulášovice, Miřejovice, Mšené Lázně, Nové Dvory, Oleško, Petrovice, Povrly, Prackovice n. L., Přestavlky, Rochov, Siřejovice, Snědovice, Straškov-Vod., Sulejovice, Telnice, Terezín, Tisá, Travčice, Třebívlice, Trmice, Úpohlavy, Úštěk, Ústí n. L., Velemín, Velké Žernoseky, Vlastislav, Zubrnice.

## Geschichte
Die Euroregion Elbe/Labe wurde am 24. Juni 1992 in Ústí nad Labem gegründet. Die treibende Kraft hinter der Gründung war der damalige Primator der Stadt Ústí nad Labem, Lukaš Mašin, dessen Initiative auf deutscher Seite vor allem vom Landrat des Kreises Pirna, Hans-Jürgen Evers, aufgenommen wurde.
Der Gemeindeverband Euroregion Labe wurde ursprünglich als „Klub Euroregion Labe“ gegründet mit ausgewählten Gemeinden der politischen Bezirke Děčín (westlicher Teil), Teplice, Litoměřice und Ústí nad Labem als Mitgliedern. Zum Zeitpunkt der Gründung waren auf deutscher Seite die ehemaligen Landkreise Dippoldiswalde, Freital, Meißen, Dresden, Pirna, Sebnitz und die Stadt Dresden Mitglieder.
Bei der Gründung und der Etablierung wurde die Euroregion von der Euregio an der deutsch-niederländischen Grenze und anderen etablierten Grenzregionen unterstützt. Seit 1993 ist die Euroregion Elbe/Labe Mitglied der Arbeitsgemeinschaft Europäischer Grenzregionen (AGEG). Damit erfolgte frühzeitig eine enge Einbindung in europäische Netzwerke.
Von der Gründung bis 2014 war Christian Preußcher (1955–2020) Geschäftsführer der Kommunalgemeinschaft Euroregion.

## Tätigkeit

### Fachgruppen
Die Euroregion Elbe/Labe organisiert den regelmäßigen Austausch zwischen den Fachleuten beiderseits der Grenze in den folgenden Fachgruppen:
- Regionalentwicklung
- Kultur, Tourismus, Naherholung
- Wirtschaft, Wissenschaft, Bildung
- Katastrophenschutz und Rettungswesen
- Jugend, Soziales, Sport
- Verkehr
- Umwelt und Naturschutz

Diese Fachgruppen treffen sich mehrmals im Jahr, informieren sich über aktuelle Themen und Entwicklungen und führen eigene Projekte durch. Ziel ist auch die Abstimmung der fachlichen Tätigkeit mit dem Ziel einer positiven Entwicklung der Grenzregion.

### Förderung
Die Euroregion Elbe/Labe unterstützt seit 1995 die Förderung grenzüberschreitender Projekte aus Mitteln der Europäischen Union.
Wichtigstes Förderinstrument ist für die Euroregion der Kleinprojektefonds (wie es ihn auch in anderen Grenzregionen gibt), der von ihr selbst administriert wird. Dieser existiert seit 1996 und wurde anfangs aus den Programmen INTERREG und PHARE CBC gespeist, nach dem Beitritt der Tschechischen Republik zur Europäischen Union ab 2005 nur noch aus INTERREG. Mit dem Kleinprojektefonds werden vor allem Projekte der Begegnung (sog. People-to-people-Projekte), der Kultur und der Zusammenarbeit von Organisationen und Institutionen gefördert, deren finanzieller Umfang meistens bei maximal 30.000 Euro liegt.
Von 2000 bis 2020 wurden in der Euroregion Elbe/Labe insgesamt ca. 650 Projekte aus dem Kleinprojektefonds gefördert.
Neben der Verwaltung des Kleinprojektefonds beteiligt sich die Euroregion auch an den Entscheidungen über Projekte, die aus dem INTERREG-Programm Sachsen-Tschechien gefördert werden.

### Beratung
Im Sinne eines sächsisch-tschechischen Kompetenzzentrums berät die Euroregion Elbe/Labe Institutionen und Privatpersonen bei grenzüberschreitenden Aktivitäten, etwa bei der Vermittlung von Informationen zum Nachbarland und Kontakten und Ansprechpartnern oder zur Suche nach geeigneten Finanzierungsmöglichkeiten.

### Eigene Projekte
In den ersten Jahren beschäftigte sich die Euroregion vor allem mit der Initiierung von Kontakten zwischen sächsischen und tschechischen Akteuren, um die Zusammenarbeit bei der Lösung gemeinsamer Herausforderungen in Bereichen wie Umwelt- und Naturschutz, Verkehr und Infrastruktur oder Tourismus zu fördern. Die Euroregion engagierte sich unterstützend z. B. bei der Etablierung des Bilingualen Friedrich-Schiller-Gymnasiums Pirna, des Grenzüberschreitenden Bergbaulehrpfades im oberen Osterzgebirge, der Fährverbindung zwischen Schöna und Hřensko sowie die Buslinie von Dresden nach Teplice.
Seit 1993 bietet die Euroregion Labe für tschechischer Bürger einen Kulturpass an, der zum ermäßigten Eintritt in viele kultureller Einrichtungen auf deutscher Seite berechtigt.
Eines der ersten praktischen Projekte der Euroregion Elbe/Labe war der Bau eines Teilstücks des Elberadwegs zwischen Schöna und der Grenze im Jahr 1999 in eigener Trägerschaft.
Die Tschechisch-Deutschen Kulturtage werden seit 2018 von der Kommunalgemeinschaft Euroregion organisiert, nachdem die Brücke/Most-Stiftung, die das Festival 1999 ins Leben gerufen hatte, es aus finanziellen Gründen nicht fortführen konnte.